# タンネンベルクの戦い (1914年)
タンネンベルクの戦い（タンネンベルクのたたかい、独: Schlacht bei Tannenberg）は、第一次世界大戦が勃発した1914年に生起した、ドイツ帝国とロシア帝国間の最初期の戦いである。1914年8月17日から9月2日にかけて、ロシア軍の第1軍（6個師団半と騎兵5個師団）・第2軍（10個師団と騎兵3個師団）と、ドイツ軍の第8軍（7個師団と騎兵1個師団）によってドイツ領内の東プロイセンのタンネンベルク周辺で戦われた。ロシア軍の兵力はドイツ軍の2倍以上であったが、ロシア軍は無線による指令文に暗号を用いなかったため、ドイツ軍はロシア軍の無線の内容を傍受した。
戦いの結果、ロシア第2軍は東プロイセンで包囲殲滅され、残ったロシア第1軍はロシア領内への撤退を余儀なくされた。この戦いで注目すべきは、ドイツ軍が鉄道を利用して素早く大量の兵力を移動させ、ドイツの1個軍が、それぞれ自軍の兵力を上回るロシアの2個軍の各個撃破に成功したことである。
この戦闘の名はルーデンドルフの補佐官であったホフマン中佐の提案により1410年のタンネンベルクの戦いにちなんで名付けられたものである。実際にこの戦いが行われたのはアレンシュタイン（現：オルシュティン）の南西、タンネンベルク（現：ステンバルク村）を含む数十キロの広大な丘陵ないし平原地帯であり、とくにロシア第2軍が最後に包囲され降伏に至った場所にもっとも近い町はタンネンベルクから北東に15kmほど離れたホーエンシュタイン（現:オルシュティニク）であった。歴史的な戦いとは直接の関連こそなかったものの、ドイツ人とロシア人、ゲルマン民族とスラヴ民族のナショナリズムを高めるための物語として使われた。

## 情勢

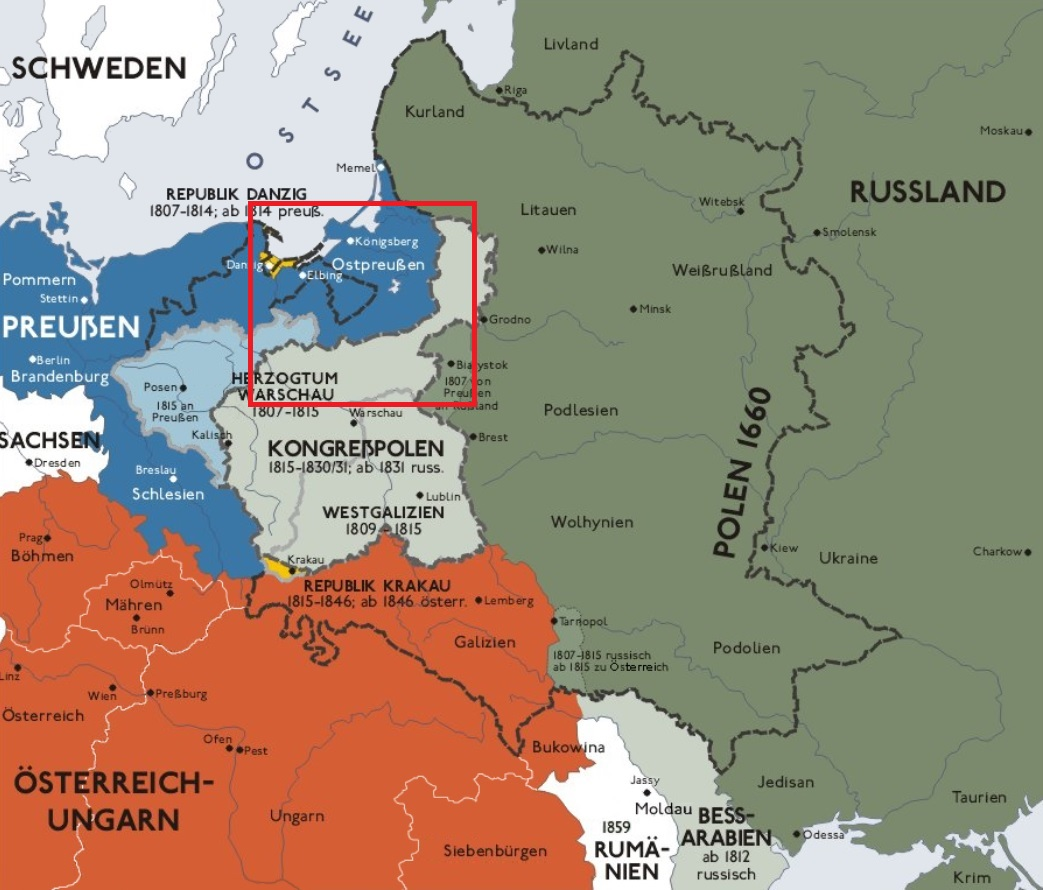
中央部の薄灰色の部分がポーランド立憲王国(KONGREẞPOLEN)。赤枠で囲ったエリアが戦域図に該当

英仏連合軍はロシアが東部戦線を形成してくれることによって、西部戦線においてドイツ軍を食い止めることができると計画していた。一方でロシアはドイツ・ロシア国境付近で困難を抱えており、また南のオーストリアやオスマン帝国の存在により東プロイセンに対する干渉は限られたものとなった。
東部戦線はポーランドの過去3度にわたる分割（ウィーン会議後の再分割を含めると4度）によりドイツ・オーストリア・ロシアは国境線を接しており、ポーランド立憲王国はロシア皇帝を戴く同君連合を形成した事実上の衛星国の地位にあり、ロシアは開戦と同時にドイツ領東プロイセン、およびオーストリア領東ガリツィアに侵攻を開始した。しかしロシアの鉄道は広軌を採用しており、他の欧州地域の標準軌とは路線が接合されておらず、ポーランド領も一部の直通路線を除きすべて標準軌であったため、ロシア軍は東プロイセンには気動車や貨車は直接乗り入れることができなかった。また当時ロシアの鉄道の4分の3は単線であった。兵員はロシア国境付近で乗り換える必要があり、軍需物資は中継駅に山積され、積み替えのため大量の人員と労力を要求されることとなった。ロシア軍は8月15日までに27個師団を動員し、23日までに52個師団を動員する予定であったが、実際には90個師団が使えるようになるまでに60日かかった 。また上記のような問題があるにもかかわらず、ロシアはフランスに対して、南部でオーストリア＝ハンガリー帝国と戦端を開き、8月15日までに東プロイセンへ侵攻することを約束した。
ドイツとロシアの国境付近は防衛のため、どちらの陣営も道は舗装されておらず、わずかに砂地の上に道が作られていただけであり、東プロイセンに侵攻したロシア軍の補給は不十分となった。さらにロシア軍は多数のコサックと騎兵を展開したが、馬は1頭あたり10人の兵に対する補給物資が必要であった。
一方、ドイツ側はロシアを第一の脅威と認識していた。シュリーフェン・プランはフランスを可能な限り早く降伏させた後、鉄道によって兵を東部戦線に輸送してロシアとの決戦に挑むという発想に基づいていた。ドイツ第8軍はケーニヒスベルク（現在のロシア領カリーニングラード）に位置しており、この旧都は対ロシアにおける最前線であり、都市はプレーゲル川とダイメ川に区画されたエリアで重要塞化され、さらにまた国境に対しては東部からアンゲラップ川やアレ川沿いに配置された防塞や封鎖線で防備されていた。ドイツ軍の基本計画は防衛と遅滞戦術にあったが、内線戦術を原則とし、あくまで平野部でロシア軍を撃退しケーニヒスベルクに包囲されることは回避すべきとしていた。
ロシアは第1軍をケーニヒスベルクの東に、第2軍を南に布陣していた。ロシア側の作戦では、パーヴェル・レンネンカンプ指揮下の第1軍が東部からドイツ国境線を突破し、ケーニヒスベルクに対して攻勢を行う予定であった。アレクサンドル・サムソノフ指揮下の第2軍は東プロイセン南部・ポーランド立憲王国北部のヴァルミア＝マズールィ周辺から東プロイセンに侵入した後、北上してドイツ軍をケーニヒスベルクにて孤立化させる予定であった。
東プロイセン南方のポーランド国境線一帯（マズールィ湖水地方）は氷河期に堆積した岩屑（がんせつ）からなるなだらかな丘陵と、それに堰き止められた無数の氷河湖や河川から構成されていた。標高差50メートル内外のなだらかな丘陵と森林地帯の見通しは悪く、街道を外れれば方位や位置を容易に見失う危険があった。また標準軌による鉄道網は湖水地方の複数の箇所でドイツ軍要塞により閉塞されており、ロシア第2軍は徒歩や、あるいはワルシャワ方面からの1本の鉄道線により進出しなければならなかった。

## 経過

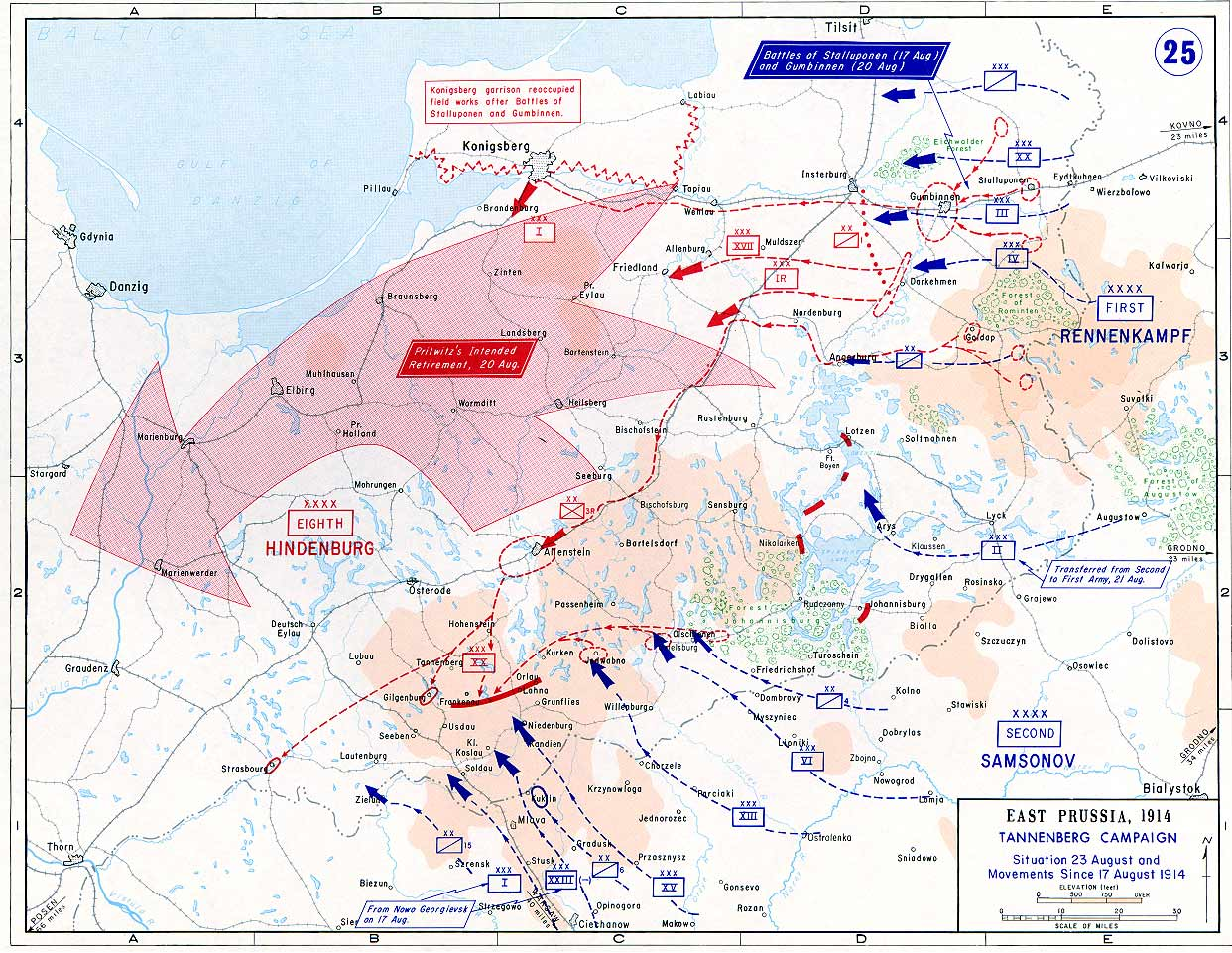
1914年8月17日から23日までの展開（戦域図）

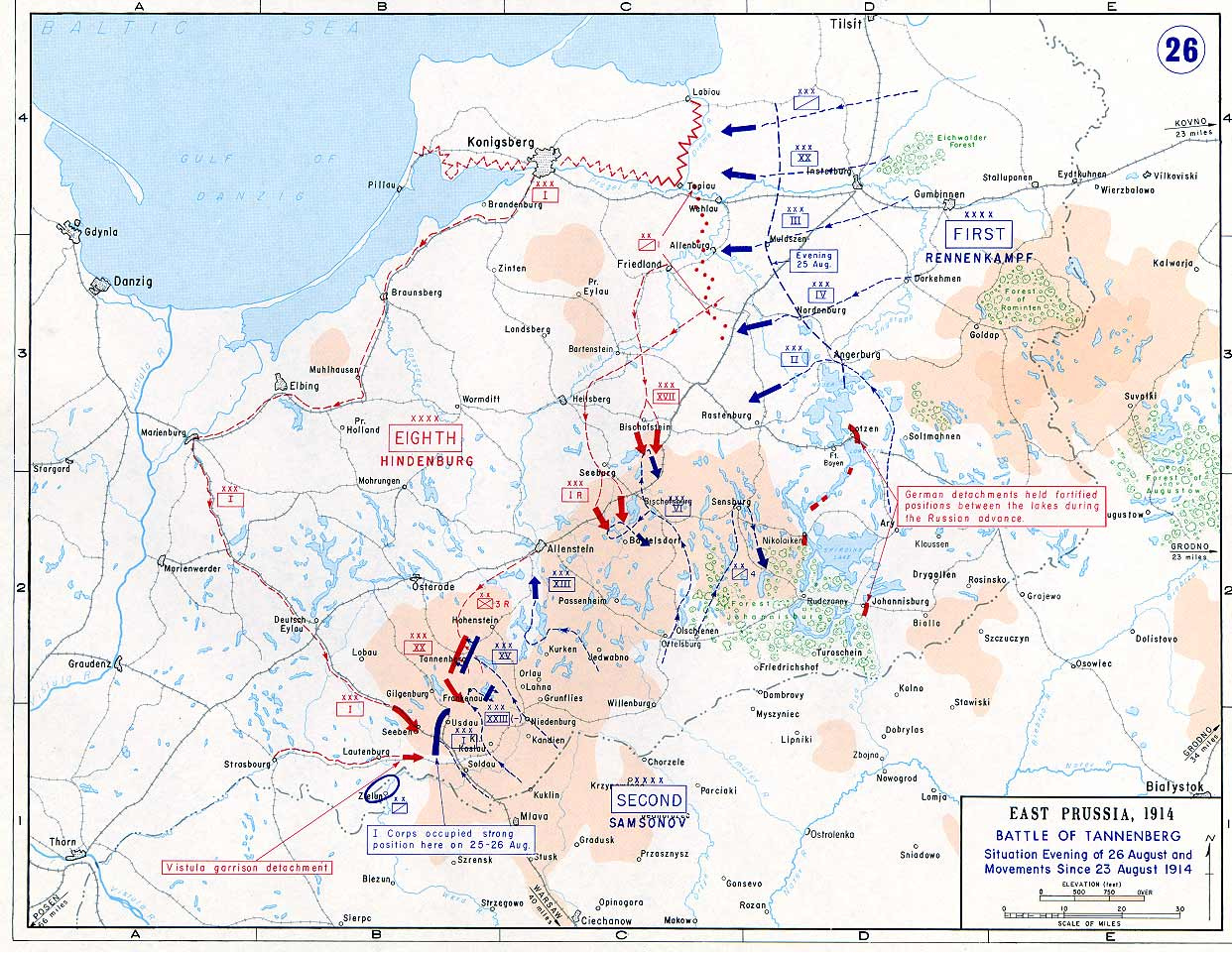
1914年8月23日から26日までの展開

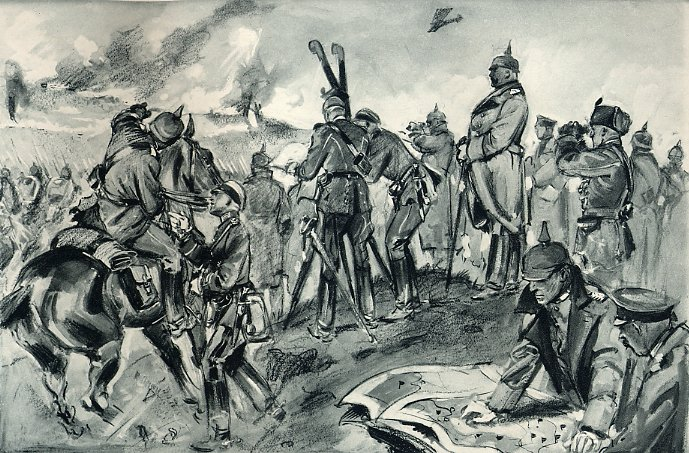
タンネンベルクの戦場でのヒンデンブルク

最初の週はおおむねドイツの計画にそって状況は進んでいった。8月17日、ロシアのパーヴェル・レンネンカンプ指揮下の第1軍は、ドイツのケーニヒスベルクを目指して東プロイセンに侵入した。ドイツ第8軍の集結状況は根拠地からの移動がいまだ半分という状況であり、ケーニヒスベルクに駐屯する第1軍団、第1騎兵師団の一部、第1予備軍団はケーニヒスベルク東の国境近くへと陣取った。国境近くのシュタルペーネンで起こったシュタルペーネンの戦いという小競り合いにてヘルマン・フォン・フランソワ指揮下の独第1軍団は成功を収めた。これはフランソワの独断による交戦と考えられている。ドイツ第8軍の総司令官マクシミリアン・フォン・プリットヴィッツは当初の防衛計画どおりグンビンネンへと向かって撤退するように命じた。ロシアによる反撃は8月20日に行われ、マッケンゼンの独第17軍団は潰走状態へと陥った。この戦いがグンビンネンの戦いである。この戦闘によってロシア第1軍はケーニヒスベルクの東に陣取った。
8月21日、サムソノフ率いるロシア第2軍はわずか3個師団で守られている東プロイセン南部国境から進軍を開始した。サムソノフ旗下の露第1軍団と第23軍団はウクライナのノヴォゲオルギエフスクを8月17日に進発して移動してきており、第1軍団はロシア軍精鋭部隊であった。
ドイツ軍総司令プリットヴィッツは、グンビンネンでの敗退とロシア第2軍の南からの前進を見てヴィスワ川まで撤退し、東プロイセンを完全に見捨ててロシアに明け渡そうとした。これによってプリットヴィッツはモルトケ（小モルトケ）によって解任された。参謀総長モルトケは、第8軍司令官の後任として引退していたパウル・フォン・ヒンデンブルクを、その参謀長としてエーリヒ・ルーデンドルフを任命した。
2人のロシア軍司令官は1905年の奉天会戦以来互いに嫌っていた。アレクサンドル・サムソノフは公にパーヴェル・レンネンカンプの振る舞いを批判していた。同じ信念を持っていたにもかかわらず、奉天会戦で敗走中の鉄道の駅で殴りあったことがあったとの風説があった。レンネンカンプはよほどひどい状況にでも直面していない限りサムソノフを助けるようなことはしないと考えられた。それに加えサムソノフの第2軍は物資補給の状況が深刻なものとなりつつあったが、それをレンネンカンプは知らなかった。レンネンカンプはドイツの別の攻勢に備える必要があると考え、第1軍の再編成をするため進軍を遅らせることを決定した。
しかしロシア側は展開している軍事力の規模において、依然として優位を保っていた。ドイツ第8軍はサムソノフの進軍をカバーすることが出来ず、サムソノフの左翼は抵抗なしで楽に進軍することができた。ケーニヒスベルクに展開しているドイツ第8軍は包囲される深刻な危機に直面していた。
プリットヴィッツの参謀であったマックス・ホフマン中佐はロシア軍司令官の間の不仲に気付いていた。ロシア軍はこのまま分かれて行動し続けると思われたのでホフマンはケーニヒスベルクの東を守っていたドイツ軍の大半を南西へと移動させることを提案した。この時ロシア第1軍の南にいた独第17軍団と第1予備軍団をサムソノフの右翼である露第6軍団と対峙するために南へと移動させる準備をした。独第1騎兵師団はケーニヒスベルクの東の守りとしてレンネンカンプの第1軍と対峙し続けることになる。ケーニヒスベルクは東に兵を置いているのみで南に対しては完全に無防備であった。
この計画は定石から考えればとても危険なものであった。もし第1軍がケーニヒスベルクに向かって直接西進するのではなく、迂回して南西へと進軍した場合、移動中の第8軍の最左翼は攻撃にさらされることになり、また第8軍が反撃しなければ、がら空きの南からケーニヒスベルクへと北に進軍されることになる。しかしホフマンはロシア軍司令官間の怨恨と、次の日の命令は無線通信によって伝えるというロシアの慣習からこの作戦に自信をもっていた。ロシアは電信線の限界を超えて進軍してしまっているが、短距離無線の技師は不足して暗号理論もなかったため、暗号化されていない無線通信に頼らざるを得なかった。これによってメッセージは明白に伝えることができたが、同時にドイツ側へと計画は簡単に露呈してしまっていた。
ヒンデンブルクとルーデンドルフは8月23日に到着した際、既に開始されている作戦行動が現在作成している計画と一致している事を知って喜んだ。プリットヴィッツはすでに鉄道による撤退を命じていたので、ルーデンドルフはフランソワの第1軍団にドイチュ・アイラウまで乗車してロシア第2軍と対峙していた第20軍団のさらに右翼をカバーするように命じた。ホフマンも同様の命令を出していたので若干の混乱が発生したが、こうして罠が出来上がった。
ルーデンドルフはモルトケが西部戦線から3個軍団と1個騎兵師団を引き抜き東プロイセンへと再配備することを知らされていたが、その到着は遅すぎるため必要がないと抗議していた。この時期フランスに対するドイツの攻勢に勢いがなくなってきており、東部戦線への軍団の抽出は西部戦線ひいてはシュリーフェン・プランの破綻を招きかねない選択であった。しかしモルトケは東プロイセンを失うのはあまりにも大きな敗北であると考えており、ルーデンドルフの抗議を無視した。シュリーフェン・プランはパリ東部のフランス軍の迅速な包囲と破壊による決定的勝利を必要としていたが、東部戦線のロシア軍の動きもあって結局失敗してしまった。なお抽出する3個軍団は結局2個軍団に減らされたもののタンネンベルクでの戦いには間に合わなかった。
8月22日サムソノフの部隊はドイツ軍と遭遇し幾つかの地点で押し出すことに成功した。23日サムソノフは独第20軍団を攻撃しオルラウからフランケナウまでのラインへとドイツ軍を押し込んだ。ホフマンは新しい無線通信を傍受した。レンネンカンプの新しい命令はホフマンの期待通り、サムソノフを無視して第一軍を西進させるというものであった。またサムソノフはドイツがタンネンベルクまで撤退すると考えており、自身の第2軍を北西へと進軍させる計画だという情報も傍受した。これまでルーデンドルフとヒンデンブルクは傍受した情報が真実か疑っていたが、最終的にその情報を信じた上で作戦を立てた。その作戦内容はフランソワの独第1軍団がロシア第2軍の左翼を攻撃し、その間に独第17軍団をロシア第2軍の右翼と対峙すべく移動させるというものであった。フランソワは迅速な行動には大砲の補給が必要だと主張したが、ルーデンドルフに却下されたため、26日には補給を待つために緩慢な攻撃しか仕掛けなかった。

## ドイツ軍の攻勢

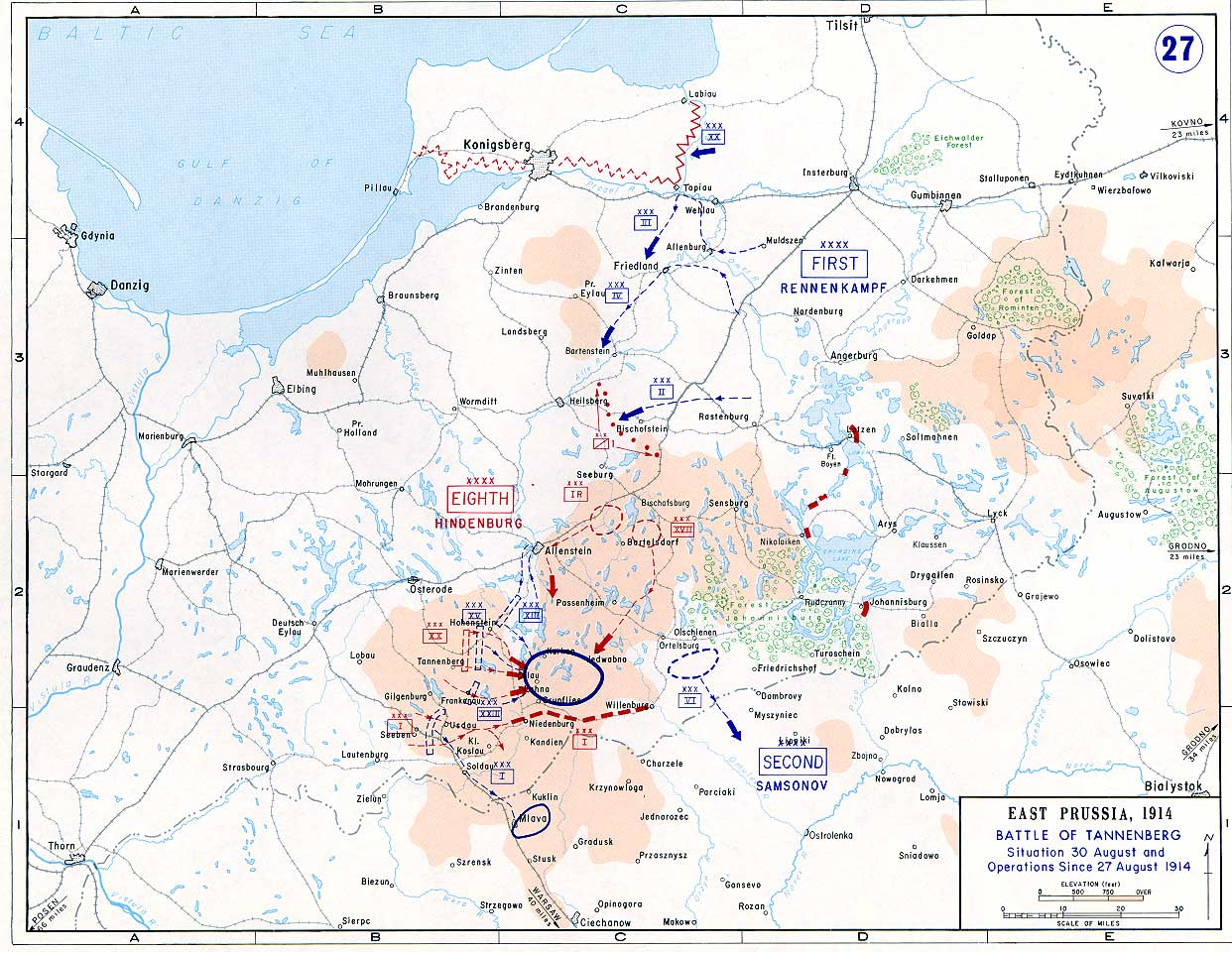
1914年8月27日から30日までの展開

26日の朝、ロシア第1軍はケーニヒスベルクへの西進を開始した。このときドイツ軍の大半はすでにロシア第2軍に対処するため南へと移動していた。ロシア軍の動きとドイツ軍の動きを埋めるにはまだいくらかの時間があり独騎兵第1師団が防衛拠点での遅滞戦術を展開していた。この26日がドイツ第8軍の作戦計画全体において最も重要な一日だと考えられている。ヒンデンブルクは計画の続行を決断した。
ロシア第2軍の右翼を形成する第6軍団は独第17軍団および第1予備軍団と接触し、南東に押し込まれつつあった。27日にはフランソワの第1軍団がロシア第2軍の左翼・精鋭のロシア第1軍団に大量の重砲を打ち込み壊走させることに成功した。中央部の戦闘はロシアが優勢であり独第20軍団は押し込まれつつあった。しかしロシアの前進が成功したのは中央のみであった。ルーテンドルフは苦戦している中央部の戦いを援助するため独第1軍団に訓令を発出したが、フランソワには別の考えがあり露第1軍団を追撃し、そのまま東進した。
中央部右翼に配置された露13軍団は有力な敵に遭遇することなくオルシュティンへと進軍したが、後詰めとなるはずの第6軍団がすでに壊走しており、サムソノフは露13軍団に対してオルシュティンを放棄し、中央部の戦線を支援するように命じた。この命令が達成されたときロシア第2軍の大半が戦線の中央部におり露15軍団、23軍団の一部であった。
8月28日の夕方、ロシア軍が危機的な状況が極限にまで達していることは明らかであった。ロシアは右翼にいた露第6軍団と左翼にいた第1軍団がそれぞれ退却し、一方中央部は深刻な補給物資の不足に陥っており、もはやこれ以上攻勢を続けることは不可能であった。サムソノフに許された事は国境まで軍を引き、そこで態勢を立て直す事を試みる事であった。またサムソノフはレンネンカンプにケーニヒスベルクへの前進を放棄して南西の支援へと向かう様に要請した。
しかしフランソワはこの時既に東へと進軍し、ロシア軍の退却路である南に戦線を形勢していた。北部の独第17軍団は南下しつづけていた。翌日ロシア軍の中央部は軍の再編成中にこれらの軍と交戦し、包囲されている事に気付いた。タンネンベルク東に形成された包囲網は29日までの間徹底的に砲撃に晒された。
ロシア第1軍が救助に向かおうと試みたときには既に大勢は決していた。独第1騎兵師団が解囲を阻止するための盾となり、この戦闘が終わった時解囲部隊はロシア第2軍の包囲網から70km離れた地点までしか進めなかった。
8月30日、ロシア第2軍はフロゲナウ近くの湖沼地帯で壊滅し、4割を超える7万8千人が死傷した。サムソノフは逃走したが、ニコライ2世に第2軍の壊滅を報告するより拳銃自決を選び、29日に死亡していた。ロシア第2軍の生存者のうち、1万人が戦場離脱に成功したが、9万2千人がドイツ軍に降伏し、捕虜輸送に使われた列車は60編成に上った。一方、ドイツ軍の損害は1万2千人程度であった。
ヒンデンブルクは「タンネンベルク村近くで勝利」という内容の至急電を送り、タンネンベルクの戦いとして世に知られるようになった。 ロシア第2軍が包囲殲滅された地としてのちen:Olsztynekの近くに戦勝記念モニュメントが建設され（en:Tannenberg Memorial）、1935年10月にヒンデンブルク大統領の国葬が行われるなどナチスの恰好の宣伝材料とされた。ここはタンネンベルク村（第二次世界大戦後は、ポーランド領ステンバルク村）から北東に15km離れている場所である。

## 結果

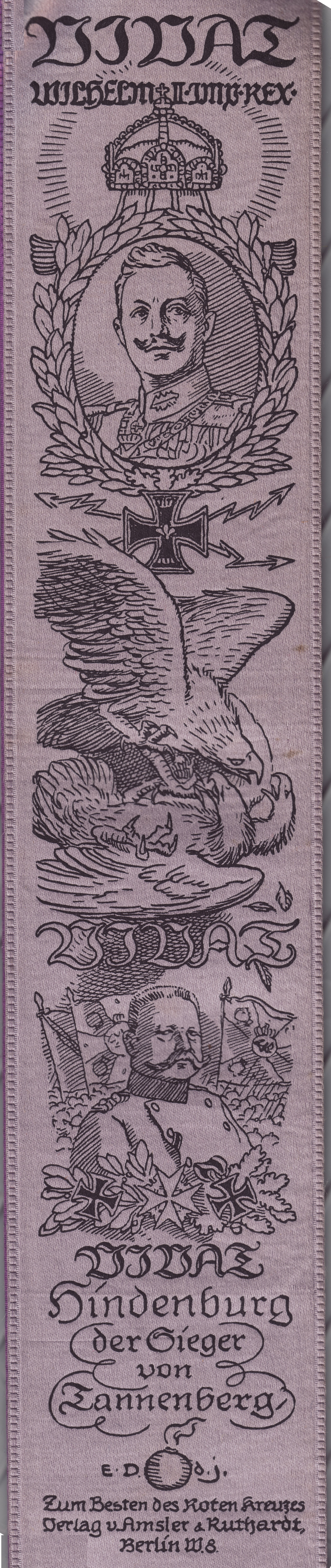
ドイツ勝利を記念したリボン：上から皇帝ヴィルヘルム2世、ドイツの象徴である鷲、『ヒンデンブルク タンネンベルクの英雄』で、全てにラテン語で万歳（VIVAT）と記されている（書体はフラクトゥール体）

この勝利により、ロシアの第1軍は東プロイセンからロシア領内へ撤退した。しかしロシアの東プロイセン侵攻はドイツ軍に西部戦線から2個軍団を抽出することを強要した形となり、大戦においてはマルヌ会戦においてフランス軍を立ち直らせる原因の一つとなった。皮肉なことに、この西部戦線から移送された軍団はタンネンベルクの戦いには間に合わなかった。しかし戦役は1週間後に起きる第一次マズーリ湖攻勢へと続き、ドイツ第8軍に対してロシア第1軍のみで対峙しなければならなくなったロシアは、開戦前の国境地帯まで撤退を余儀なくされた。そしてソ連時代の第二次世界大戦が終わるまで、この地を取り返すことは叶わなかった。ロシアは初戦の大敗により第2軍の兵員約20万を文字通り消失させてしまうこととなったが、南方の東ガリツィアではオーストリア軍に大勝利をおさめており（ガリツィア戦役）、東部戦線の趨勢を決める戦果とはならなかった。
この勝利はホフマンの軍功としてでなく、ヒンデンブルクとルーデンドルフの軍功として、ドイツ国民に喧伝された。1917年以後のルーデンドルフの独裁やヴァイマル共和国大統領ヒンデンブルクの出現は、このタンネンベルクの英雄というイメージに基づくものであった。
後に同地にはタンネンベルク戦勝記念碑（碑というより記念館というべき大型施設）が建てられたが、ナチス・ドイツの第二次世界大戦敗戦によって同地はポーランド領となり、記念碑も破壊された。

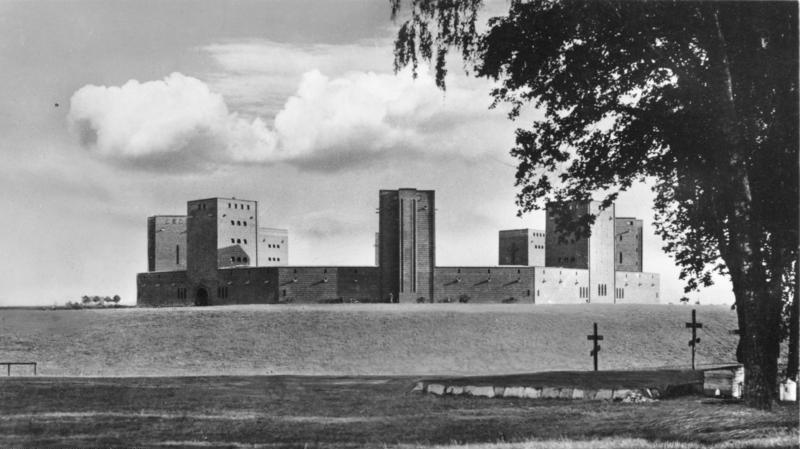
タンネンベルク戦勝記念碑
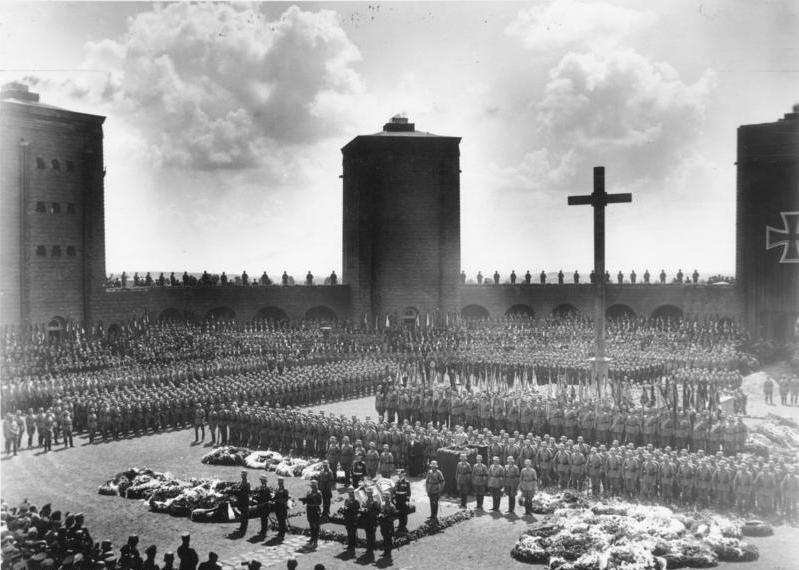
タンネンベルク戦勝記念碑で行われたヒンデンブルク大統領の追悼式典(1934)
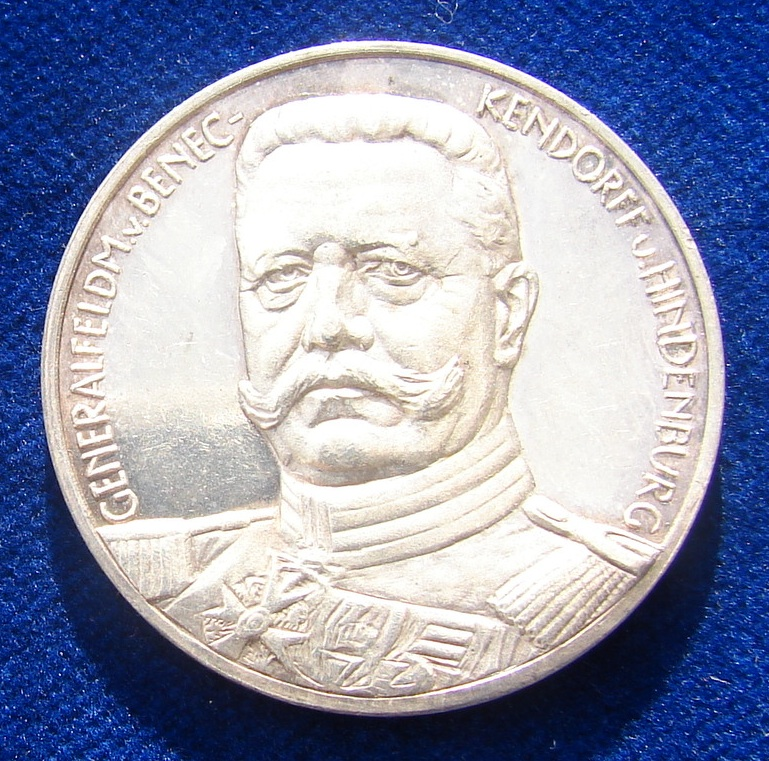
1914年の東プロイセン解放を記念したヒンデンブルクの銀貨
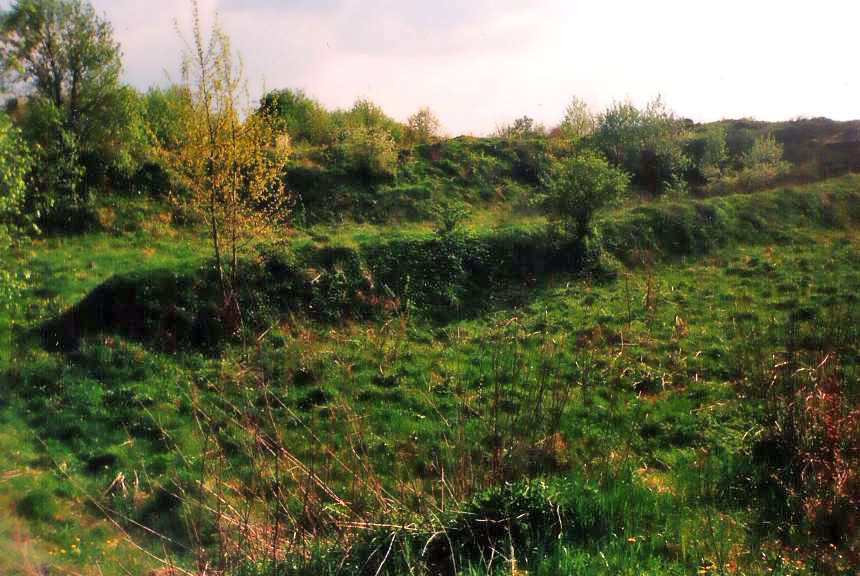
かつて「タンネンベルク戦勝記念碑」があった場所（第二次世界大戦後に跡かたなく破壊された）。1998年撮影。